# Pseudonereis pseudonoodti
Pseudonereis pseudonoodti är en ringmaskart som först beskrevs av Fauchald 1977.  Pseudonereis pseudonoodti ingår i släktet Pseudonereis och familjen Nereididae. Inga underarter finns listade i Catalogue of Life.